# Lego Ніндзяго. Фільм
«Lego Ніндзяго. Фільм» (англ. The Lego Ninjago Movie) — американський комедійний мультфільм про бойові мистецтва, знятий Чарлі Біном на основі однойменної серії іграшок, а також мультсеріалу з тими самими героями. Прем'єра стрічки в Україні відбулася 21 вересня 2017 року. Фільм розповідає про шістку ніндзя, які ночами захищають острів Ніндзяго від злодіїв та чудовиськ, а вдень вони — звичайні школярі.

## Сюжет
На мирне містечко Ніндзяґо насувається страшна загроза — жорстокий диктатор Гармадон хоче знищити місто разом з його мешканцями. Врятувати містечко в силах тільки Ллойду (він же Зелений Ніндзя) разом з друзями, які є секретними ніндзя-воїнами, яких зібрав розумний і веселий старий майстер Ву. У цей час Гармадон, починає знищувати місто. Виявляється, що Ллойд — син диктатора. Буде епічна битва сина проти батька, роботів, драконів і неймовірних воїнів. Команда ніндзя повинна об'єднатися, щоб подолати темні сили.

## У ролях
| Актор            | Роль           |
| ---------------- | -------------- |
| Дейв Франко      | Ллойд Гармадон |
| Джекі Чан        | Майстер Ву     |
| Майкл Пенья      | Кай            |
| Фред Армісен     | Коул           |
| Кумейл Нанджіані | Джей           |
| Зак Вудс         | Зейн           |
| Еббі Джейкобсон  | Нія            |
| Джастін Теру     | Лорд Гармадон  |
| Олівія Манн      | Коко           |

## Український дубляж
Фільм дубльовано студією «Postmodern» 2017 року.
- Автор перекладу — Сергій Ковальчук
- Режисерка дубляжу — Катерина Брайковська
- Звукорежисери — Андрій Жолуденко та Геннадій Алексєєв
- Звукорежисер перезапису — Дмитро Мялковський

Ролі дублювали:
- Ллойд Гармадон — Андрій Федінчик
- Майстер Ву — Олег Лепенець
- Кай — Дмитро Гаврилов
- Коул — Дмитро Сова
- Джей — Павло Лі
- Зейн — Олександр Погребняк
- Нія — Катерина Брайковська
- Лорд Ґармадон — Андрій Мостренко
- Коко — Юлія Перенчук

## Виробництво
17 вересня 2013 року було повідомлено, що режисером був назначений Чарлі Бін, а продюсерами — Рой Лі, Ден Лін, Філ Лорд і Крістофер Міллер.
Мультфільм «Lego Ніндзяго. Фільм» є другим спінофом «Lego. Фільм», що вийшов 2014 року.

## Виноски
1. ↑  Також «Lego. Фільм: Ніндзяго»